# Polnische Badmintonmeisterschaft 1994
Die Polnische Badmintonmeisterschaft 1994 fand vom 5. bis zum 7. Mai 1994 in Mielno statt. Es war die 30. Austragung der Titelkämpfe.

## Medaillengewinner
| Disziplin    | Gold                                                                    | Silber                                                                 | Bronze |
| ------------ | ----------------------------------------------------------------------- | ---------------------------------------------------------------------- | --- |
| Herreneinzel | Dariusz Zięba (Polonez Warszawa)                                        | Jacek Hankiewicz (Polonez Warszawa)                                    | Adrian Bąk (AZS AGH Kraków) Jacek Niedźwiedzki (SKB Litpol-Malow Suwałki)                                                                                        |
| Dameneinzel  | Katarzyna Krasowska (Technik Głubczyce)                                 | Dorota Grzejdak (Motus Koszalin)                                       | Beata Syta (Polonez Warszawa) Sylwia Rutkiewicz (Polonez Warszawa)                                                                                               |
| Herrendoppel | Jerzy Dołhan (Technik Głubczyce) Damian Pławecki (AZS UW Warszawa)      | Jacek Hankiewicz (Polonez Warszawa) Dariusz Zięba (Polonez Warszawa)   | Michał Mirowski (Ruch Piotrków Trybunalski) Marcin Zejmowicz (Ruch Piotrków Trybunalski) Mariusz Borowiec (Polonez Warszawa) Robert Mateusiak (Polonez Warszawa) |
| Damendoppel  | Monika Lipińska (Polonez Warszawa) Sylwia Rutkiewicz (Polonez Warszawa) | Elżbieta Grzybek (Polonez Warszawa) Beata Syta (Polonez Warszawa)      | Dorota Grzejdak (Motus Koszalin) Marzena Kozłowska (Motus Koszalin) Małgorzata Kowina (Marcovia Marki) Barbara Kulanty (Marcovia Marki)                          |
| Mixed        | Damian Pławecki (AZS UW Warszawa) Dorota Borek (Technik Głubczyce)      | Robert Mateusiak(Polonez Warszawa) Elżbieta Grzybek (Polonez Warszawa) | Dariusz Kaczmarczyk (Wilga Garwolin) Marzena Lipińska (Wilga Garwolin) Jerzy Dołhan (Technik Głubczyce) Katarzyna Kaczmar (Technik Głubczyce)                    |